# ボルチモア・カナリーズ
ボルチモア・カナリーズ（Baltimore Canaries）は、1872年から1874年にかけて、アメリカ合衆国メリーランド州ボルチモアを本拠地とし、ナショナル・アソシエーションに所属していたプロ野球チーム。別名称は"Load Baltimore"（ロード・ボルチモア）、もしくは"Yellow Stockings"（イエローストッキングス）。

## 球団史
1872年にナショナル・アソシエーションの球団拡張（前年に脱退した球団の補充として）に伴いリーグに加盟した。愛称の「カナリーズ」は、チームのユニフォームが全身黄色のシルク製だったのを、「カナリアのようだ」とスポーツ記者が書きたてたことに由来する。
加盟1年目にリーグ2位の成績を収める。同年はボビー・マシューズが25勝を上げ、打つ方ではリップ・パイクがリーグ最多の60打点を記録する活躍を見せた。次の1873年にはマシューズの代わりにキャンディ・カミングスが所属して28勝を記録する。攻撃の中心だったリップ・パイクは足の速さでも有名で、1873年当時の雑誌には、カナリーズの本拠地ニューイントン・パークでパイクと競走馬との100ヤード競走（25ヤードのハンデがあったそうである）が行われたという記事が残っている。
しかし3年目の1874年、チームの成績は一変する。主力だったパイクとカミングスが抜け、カナリーズの主力投手はエイサ・ブレイナードになったが、彼は既に33歳で当時としては峠を越えていた。当時の新聞は「ブレイナードの投球は説明がつかないほど弱々しく、相手チームに易々とつかまっていた」と記しており、かつての面影は既になかったようである。結局この年ブレイナードは5勝22敗に終わり選手を引退する。負けを重ねたチームは観客を呼べなくなり、チームは1874年シーズンを最後に解散した。

## 戦績
| 年度   | リーグ | 試合 | 勝利 | 敗戦 | 勝率 | 順位 | 監督                                | 本拠地         |
| ------ | ------ | ---- | ---- | ---- | ---- | ---- | ----------------------------------- | -------------- |
| 1872年 | NA     | 58   | 36   | 19   | .648 | 2位  | ビル・クレイバー エバレット・ミルズ | Newington Park |
| 1873年 | NA     | 57   | 34   | 22   | .607 | 3位  | カル・マクヴィー トム・キャリー     | Newington Park |
| 1874年 | NA     | 47   | 9    | 38   | .191 | 8位  | ウォーレン・ホワイト                | Newington Park |

## 所属した主な選手
- リップ・パイク：1872年の6本塁打、60打点はリーグ最多。
- エバレット・ミルズ：ボルチモアでは通算166安打、91打点。
- ボビー・マシューズ：1872年に25勝18敗。
- キャンディ・カミングス：1873年に28勝を挙げる。
- エイサ・ブレイナード：1873,1874年で10勝29敗。

## 主な球団記録
- 通算安打数：174（リップ・パイク）
- 通算打点数：111（リップ・パイク）
- 通算勝利数：28（キャンディ・カミングス）
- 通算奪三振：57（ボビー・マシューズ）